# Тунджа (річка)
42°43′40″ пн. ш. 24°58′10″ сх. д. / 42.72778° пн. ш. 24.96944° сх. д.
Тунджа — річка в Східній Болгарії, бере початок на південному схилі Балкан поблизу Калофера, тече по Казанликській долині на схід, між Балканами і Середньою Горою, потім пробивається на південь до долини річки Маріци, в яку і впадає з лівого боку біля Адріанополя (Едірне).
Загальна довжина - 283 км, а басейн її займає 8429 км ².
Тунджа в давнину називалася Tonzus, а в Середньовіччя — Tuntza.

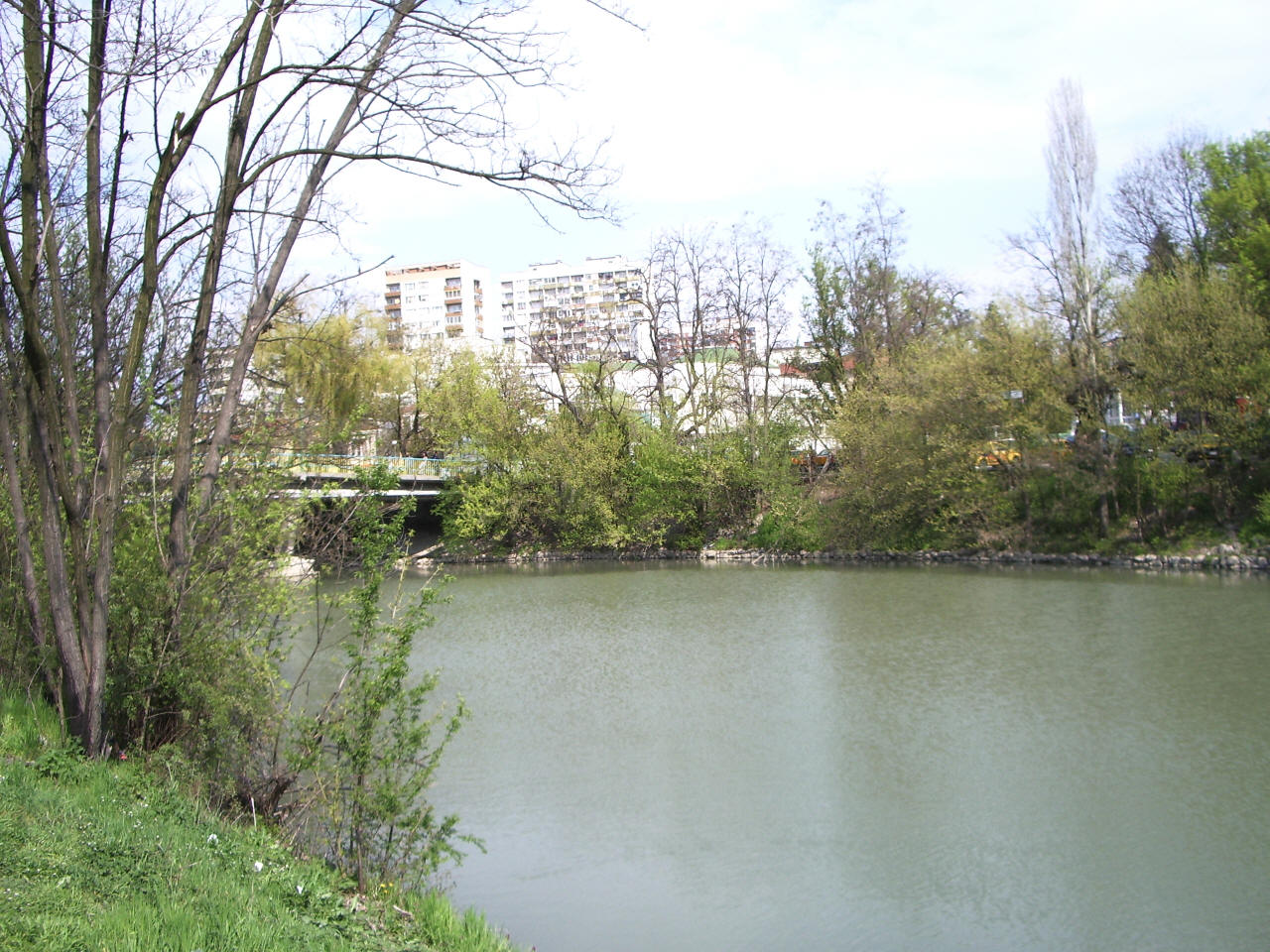
Міст через річку в Ямболі
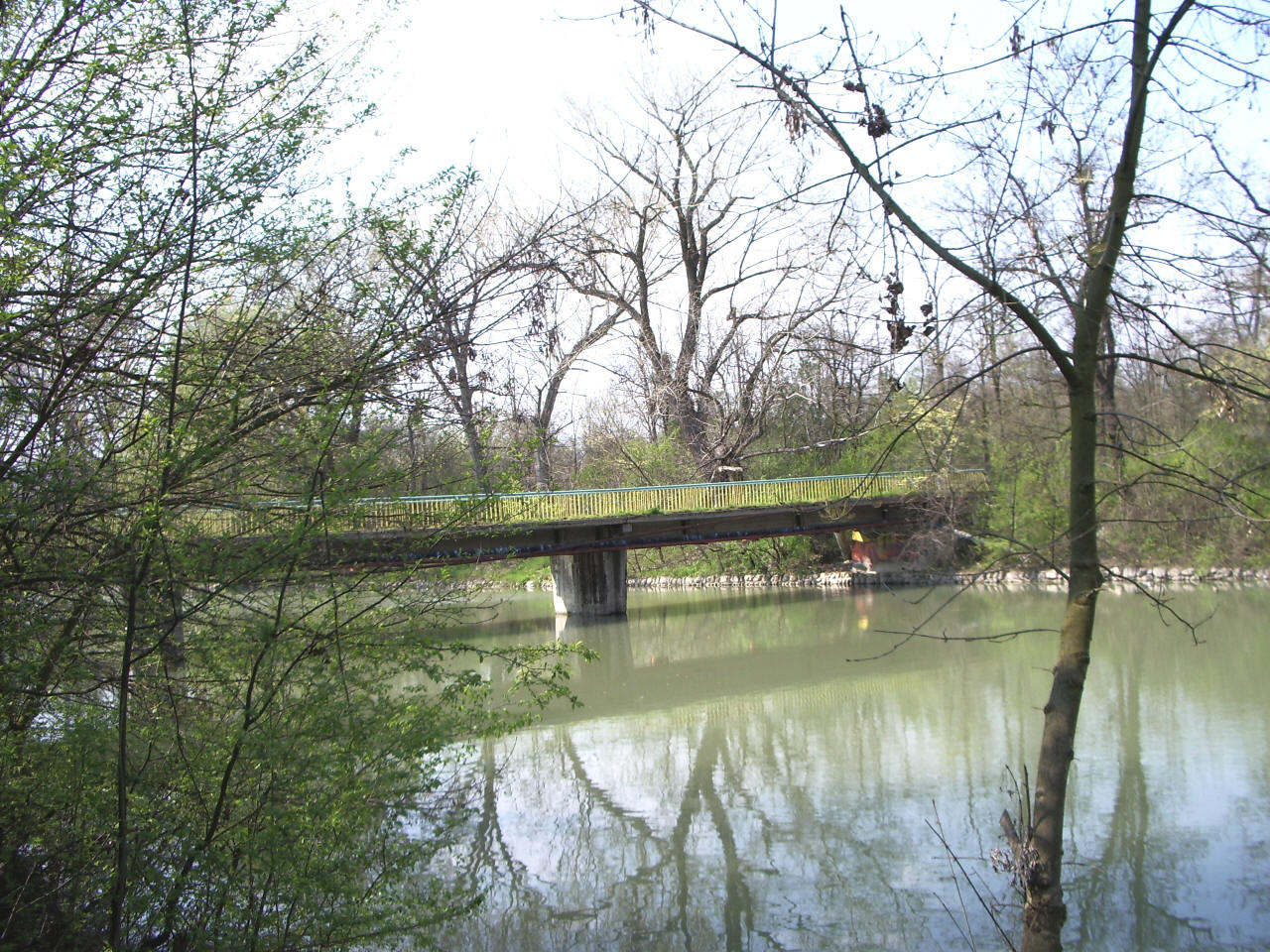
Міст через річку в Ямболі
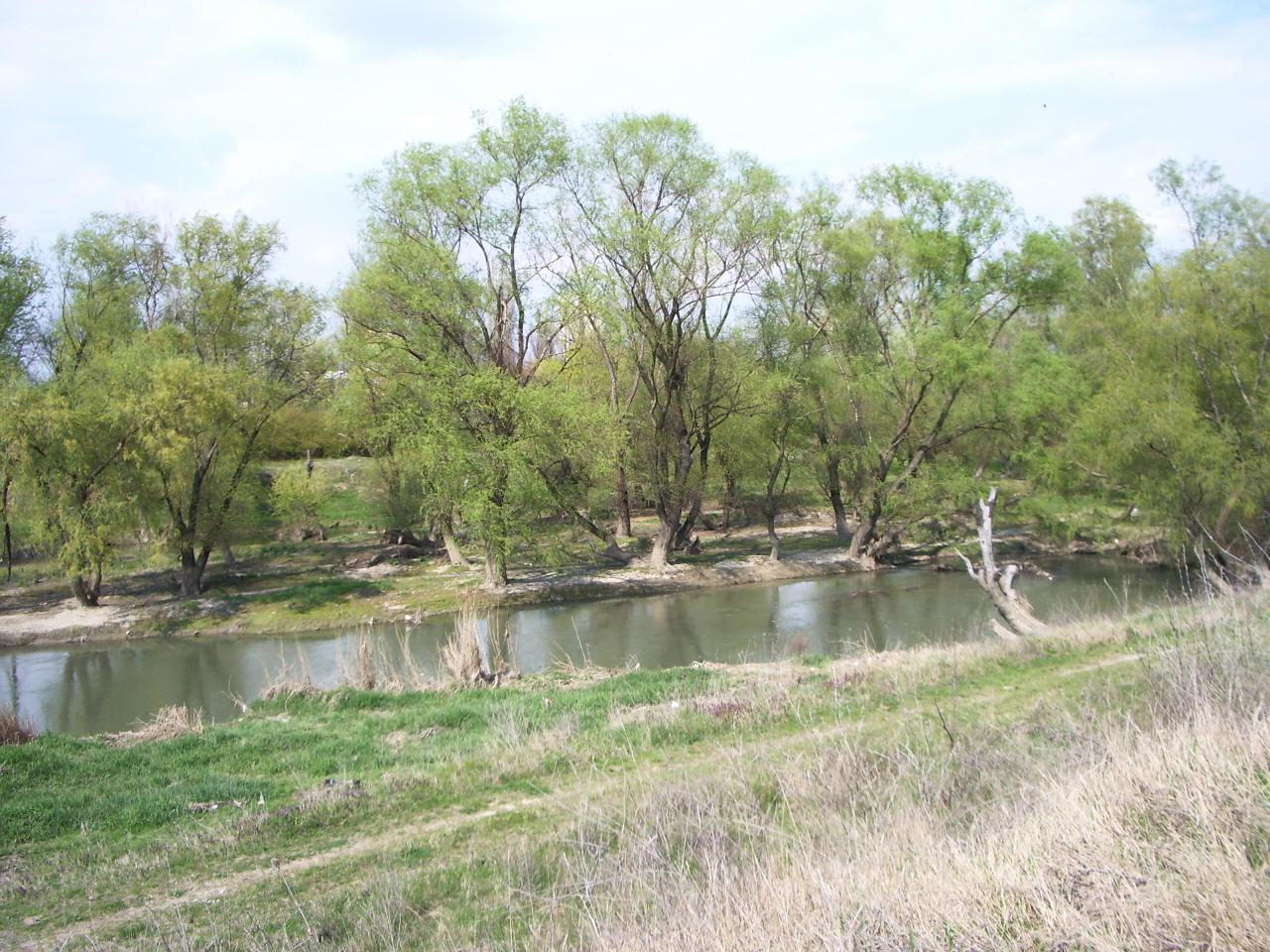
Правий берег та міський парк Ямбола

| Болгарія | Це незавершена стаття з географії Болгарії. Ви можете допомогти проєкту, виправивши або дописавши її. |